# جيمي إلسون
جيمي إلسون (بالإنجليزية: Jamie Elson)‏ هو لاعب غولف بريطاني، ولد في 23 مايو 1981 في ليمينغتون سبا في المملكة المتحدة.

## وصلات خارجية
- جيمي إلسون على موقع رابطة أوروبا للاعبي الغولف المحترفين (الإنجليزية)